# Sportåret 1905

## Händelser

### Bandy
- 26 februari - AIK spelar sin första bandymatch, och besegrar KFUM Stockholm med 6-0.[1]
- Okänt datum – Trätrissan (ungefär en puck) ersätts helt av bollen.[2]

### Baseboll
- 14 oktober - National League-mästarna New York Giants vinner World Series med 4-1 i matcher över American League-mästarna Philadelphia Athletics.[3]

### Fotboll

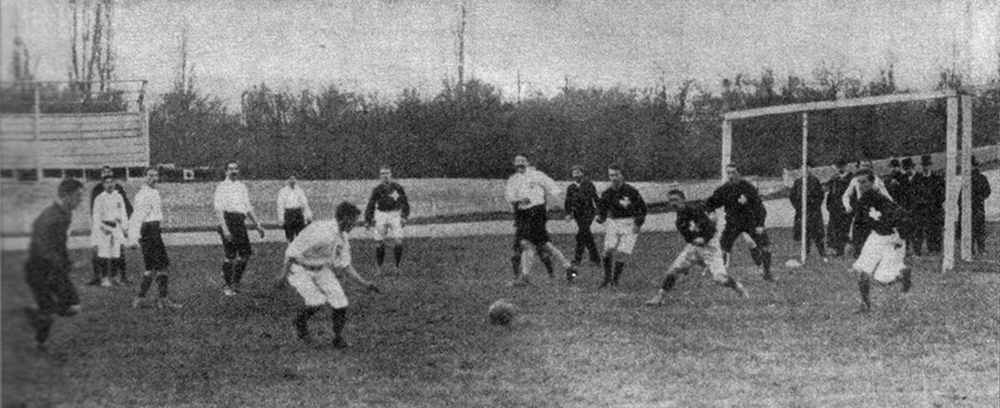
Frankrike–Schweiz (1–0) i Paris.

- 12 februari - Schweiz spelar sin första officiella landskamp i fotboll, då man i Paris förlorar med 0-1 mot Frankrike.[4]
- 30 maj - Nederländerna spelar sin första officiella landskamp i fotboll, då man i Antwerpen förlorar med 1-4 mot Belgien i en match där förlängning tillämpas.[5]
- 29 oktober - Örgryte IS blir svenska mästare efter finalseger med 2–1 över IFK Stockholm. Matchen spelas på Idrottsparken i Stockholm.[6]

### Friidrott
- Frederick Lorz vinner Boston Marathon[7]

### Kanot
- 10 december - Gustaf Nordin, medlem i Föreningen för Kanot-Idrott, når Paris efter fyra månader och 3000 km paddling.

### Motorsport
- Fransmannen Léon Théry vinner Gordon Bennett Cup med en Richard-Brasier.
- Fransmannen Victor Hémery vinner Vanderbilt Cup med en Darracq.

### Tennis
- 24 juli - Brittiska öarna vinner International Lawn Tennis Challenge genom att finalbesegra USA med 5-0 i Wimbledon.[8]

## Evenemang
- 10 juni–29 september – AAA National Circuit Championship 1905

## Födda
- 14 januari - Sven Rydell, svensk fotbollsspelare.
- 17 januari - Guillermo Stábile, argentinsk fotbollsspelare.
- 28 september - Max Schmeling, tysk boxare.

## Avlidna
- 27 juni - Harold Mahony, 38, irländsk tennisspelare.
- 1 augusti - Henrik Sjöberg, 30, svensk friidrottare, omkom i en badolycka.

## Bildade föreningar och klubbar
- 19 maj - IFK Uddevalla[9]

### Fotnoter
1. ↑  ”Bandy”. AIK Bandy. 13 september 2005. Arkiverad från originalet den 25 maj 2012. https://archive.is/20120525071153/http://www.aik.se/aikindex.html?/klubben/200506/arsmote_050927_ber_ban.html. Läst 11 september 2011.
2. ↑  ”Nordiska spelen”. Bandytipset. https://www.oocities.org/~bandytips/Kalenderbiteri/Svetab/NS.html. Läst 2 september 2011.
3. ↑  ”1905 World Series” (på engelska). Baseball-Reference.com. http://www.baseball-reference.com/postseason/1905_WS.shtml. Läst 16 juli 2015.
4. ↑  ”Switzerland - International Matches since 1905” (på engelska). RSSSF. http://www.rsssf.com/tablesz/zwit-intres.html. Läst 20 augusti 2011.
5. ↑  ”Netherlands - List of International Matches” (på engelska). RSSSF. http://www.rsssf.com/tablesn/ned-intres.html. Läst 20 augusti 2011.
6. ↑  Jimmy Lindahl (7 mars 2000). ”Svenska mästare i fotboll 1896–1925”. Bolletinen. http://www.bolletinen.se/sfs/allsvenskan/sm1896.pdf. Läst 10 oktober 2011.
7. ↑  ”Boston Marathon History: 1901-1905”. www.baa.org. Boston: Boston Athletic Association. 2011. Arkiverad från originalet den 21 februari 2011. https://web.archive.org/web/20110221123355/http://www.baa.org/races/boston-marathon/boston-marathon-history/race-summaries/1901-1905.aspx. Läst 2 mars 2011.
8. ↑  ”Davis Cup”. http://www.daviscup.com/en/results/tie/details.aspx?tieId=10003703. Läst 20 augusti 2011.
9. ↑  Martin Alsiö (7 mars 2004). ”De allsvenska klubbarnas födelsedagar”. Bolletinen. http://www.bolletinen.se/sfs/allsvenskan/grundades.pdf. Läst 18 februari 2015.